# Catenine
Catenine (aus dem lat. 'catena' für Kette) sind eine Gruppe von Proteinen, die zuerst als Verbindungsproteine zwischen Zelladhäsionsmolekülen und dem Zellcytoskelett bei bestimmten Zell-Zellverbindungen, den Adherens junctions,  beschrieben wurden. Sie bilden dabei eine funktionelle Gruppe, die mit griechischen Buchstaben benannt wurden. Beim klassischen Cadherin-Catenin-Komplex verbinden β-Catenin und α-Catenin ein Cadherin-Molekül mit dem Aktincytoskelett. Neben dieser Beteiligung an der Zelladhäsion wurde inzwischen gezeigt, dass zumindest β-Catenin auch an einem Signaltransduktionsweg, dem Wnt-Signalweg beteiligt ist.

## α-Catenin
α-Catenin hat keine Ähnlichkeit mit β-Catenin und bildet sowohl Homodimere als auch ein Heterodimer mit β-Catenin. Es kann auch Aktinfilamente binden. Über weitere Proteine wird die Verbindung dieses Zelladhäsionskomplexes an das Cytoskelett der Zelle vermittelt. Diese Verbindung ist hoch regulierbar, damit Verbindungen zwischen den Zellen flexibel bleiben, was besonders während der Entwicklung des Organismus von Bedeutung ist, wenn Zellen und Zellschichten noch starken Zellmigrationsprozessen unterliegen. Beschrieben wurde diese Verankerung mit dem Cytoskelett für verschiedene Cadherine. Der Defekt von α-Catenin führt unter anderem zu Störungen bei der Synapsenbildung.

## β-Catenin

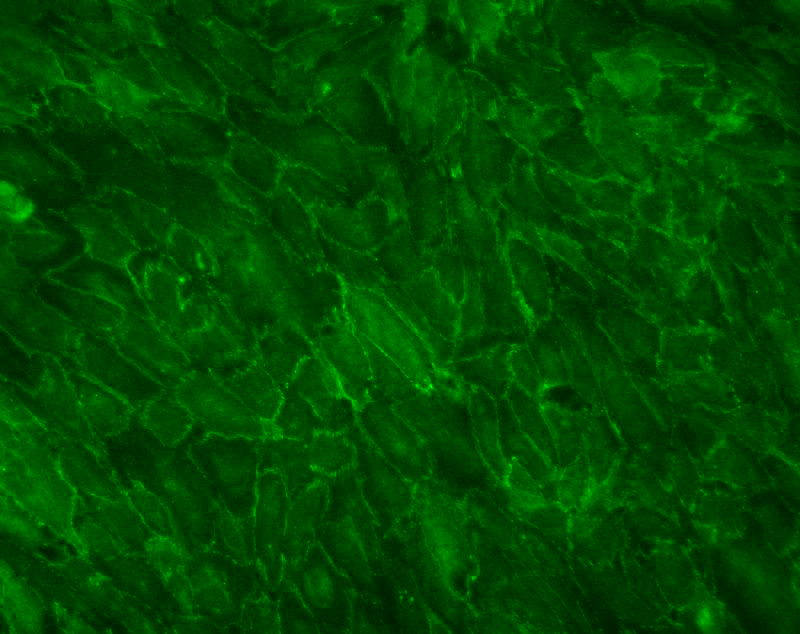
β-Catenin (grün) in humanen Endothelzellen

β-Catenin bindet an den cytoplasmatischen Teil von Cadherinen (an die Catenin-bindende Domäne) und bildet so eine Brücke zwischen Cadherin und α-Catenin. 
Verwandt ist β-Catenin mit Plakoglobin. β-Catenin dient gleichzeitig als Signalmolekül im Wnt-Signalweg. Es wird dabei in den Zellkern transportiert und agiert dort als Komponente eines Transkriptionsfaktors. Dies ist vermutlich auch die Ursache von erhöhten β-Catenin-Konzentrationen in bestimmten Tumoren. Mutationen im CTNNB-Gen führen zu erblichen Adenomen und Tumoren.

## Weitere Catenine
Ähnlich wie β-Catenin wirkt auch γ-Catenin (Plakoglobin) und δ-Catenin (p120). Letzteres wirkt auch als Substrat für bestimmte Kinasen in anderen Signaltransduktionswegen (z. B. EGF u. a.).